# В ритъма на танца
„В ритъма на танца“ (на английски: Step Up) е американски романтичен музикален филм от 2006 г., режисиран от Ан Флечър и в който участват Чанинг Тейтъм и Джена Дюан.
Филмът разказва историята на буйния младеж Тайлър Гейдж (Тейтъм) и модерната танцьорка Нора Кларк (Дюан), които трябва да танцуват заедно в училищно представление, което ще определи бъдещето им.
На 14 февруари, 2008 г. е премиерата на продължението на „В ритъма на танца“, носещо заглавието „В ритъма на танца 2 Улиците“.